# 長野短期大学
長野短期大学（ながのたんきだいがく、英語: Nagano Junior College）は、長野県長野市三輪9-11-29に本部を置く日本の私立短期大学。1925年に長野和洋裁縫女学校として創立、1967年に短期大学開学。

## 概観

### 大学全体
- 長野県長野市に所在する日本の私立短期大学で、設置主体は学校法人長聖[注 1]
- 1967年に長野女子短期大学として開学。2024年度より男女共学化されることに伴い、長野短期大学に改称された。
- 2024年4月現在、食物栄養学科、幼児教育学科が設置されている。

### 建学の精神（校訓・理念・学是）
- 長野短期大学における建学の精神は、「配慮ある愛の実践」となっている[2]。
- 長野短期大学における教育理念は、「心豊かな人間の育成」となっている[3]。

### 教育および研究
- 長野短期大学には、食物栄養学科、幼児教育学科がある。当短大の教育目的は、「広い教養と専門的学芸を教授研究し、豊かな人間性と専門的技能を修得させ、個性の伸長をはかり、国家社会の有為な人材を育成することを目的とする」となっている（学則：第1章第1条）。
- 食物栄養学科は、豊かな人間性と専門性をもつ栄養士の育成を主たる目的とする（学則：第1章第1条2）。長野県北部では唯一の栄養士養成施設である。
- 幼児教育学科は、豊かな人間性と専門性をもつ保育士並びに幼稚園教諭の育成を主たる目的とする（学則：第1章第1条3）。

### 学風および特色
- 長野女子短期大学時代、旧来の和洋裁縫女学校や高等家政学校の伝統を継承していることから、「日本人の感性と職業女性の実践的教養」を大切にしていた。
- 当短大の創立者：小林倭文（しずり）は、地方に女子大学をという悲願を実現するために、「人を育てる家庭はあらゆる教育を超えて重要」と考えられ、「学理のみでなく、女性（さが）に光沢をにじみ出させるような小型の女子大学を」との念願から創学の柱を
A．教授者と学生との交流により、ふくよかな人間形成を中核にしたい。
B．基礎的なことから応用伸展へ。
C．家庭経営の選手たれ。

の3点におかれ、教育を進めてきた。そして、「愛といたわりの精神」という教育の理念は学園全体を暖かい家庭的な雰囲気に包み、師弟の人間関係も小。の学園ならではの親密さで堅実に進められて、現在に至っている。

## 沿革
- 1925年
  - 長野和洋裁縫女学校が開校。
- 1948年
  - 長野高等家政学校に改組。
- 1957年
  - 2月20日 学校法人家政学園が成立。なお理事長は小林倭文[注釈 1][4]。
- 1967年
  - 2月7日 左記を以て文部省[注 2]より短期大学の設置が認可される[注 3]。
  - 4月1日 長野女子短期大学が以下の学科体制にて開学[注 4]。
    - 家政科 入学定員100名[注 5]

  - 5月1日 学生数[11]/定員
    - 家政科 76[注釈 2]/100
- 1968年
  - 中学校教諭二級免許状（家庭）の教職課程が認可される[注 6]。
  - 5月1日 学生数[18]/定員
    - 家政科 145[注釈 2]/200
- 1974年
  - 4月1日 家政科を家政学科と改称し、以下の課程を設ける[注 7]
    - 家政専攻 入学定員70名
    - 被服専攻 入学定員30名
- 1976年
  - 4月1日 家政学科の各専攻における入学定員を以下の通り増員する[注 8]。
    - 家政専攻 70→100
    - 被服専攻 30→50

  - 5月1日 学生数[26]/定員
    - 家政科 326[注釈 2]/250
- 1977年
  - 5月1日 学生数[27]/定員
    - 家政科 320[注釈 2]/300
- 1982年
  - 4月1日 家政学科における以下の課程については、この年度で学生募集を最終とする[注 9]。
    - 被服専攻[注 10]。

  - 5月1日 学生数[34]/定員
    - 家政学科 248[注釈 2]/300
- 1983年
  - 5月1日 学生数[35]/定員
    - 家政学科 252[注釈 2]/250
- 1984年
  - 第2代学長　小林士朗就任（1995年より第2代理事長兼任）。
  - 5月1日 学生数[36]/定員
    - 家政学科 273[注釈 2]/250
- 1985年
  - 5月1日 学生数[37]/定員
    - 家政学科 235[注釈 2]/300
- 1986年
  - 5月1日 学生数[38]/定員
    - 家政学科 252[注釈 2]/300
- 1987年
  - 5月1日 学生数[39]/定員
    - 家政学科 286[注釈 2]/300
- 1989年
  - 4月1日 家政学科を生活科学科に改称[注 11]。
  - 5月1日 学生数[43]/定員
    - 生活科学科 189[注釈 2]/150
      - 家政学科 185[注釈 2]/150
- 1992年
  - 5月1日 学生数[注 12]/定員
    - 生活科学科 411[注釈 2]/300
- 1997年
  - 4月1日 生活科学科を以下の専攻課程に分離する[46]。
    - 生活科学専攻 入学定員105名
    - 食物栄養専攻 入学定員45名

  - 5月1日 学生数[47]/定員
    - 生活科学科 267[注釈 2]/300
- 1999年
  - 5月1日 学生数[48]/定員
    - 家政学科 241[注釈 2]/300
- 2003年
  - 4月1日 生活科学科に以下の課程を増設する[注 13]。
    - 生活福祉専攻 入学定員40名[注 14]。
- 2005年
  - 4月1日 生活科学科における以下の課程については、この年度で学生募集を最終とする[注 15]。
    - 生活科学専攻[注 16]
- 2006年
  - 4月1日 生活科学科に以下の課程を増設する[注 17]。
    - 児童福祉専攻 入学定員40名
- 2010年
  - 4月1日
    - 生活科学科における専攻課程に以下の通り減員あり[注 18]。
      - 生活福祉専攻 40→30
      - 児童福祉専攻 40→25

    - 生活科学科における以下の課程については、この年度で学生募集を最終とする[注 19]。
      - 児童福祉専攻[注 20]
- 2012年
  - 第3代学長　荻原和夫就任。第3代理事長　小林健治就任。
- 2015年
  - 第4代学長　山浦悦子就任。
- 2017年
  - 開学50周年記念式典。
- 2018年
  - 第5代学長　小宮山直道就任。
  - 4月1日 生活科学科における以下の課程について増減あり[注 21]。
    - 食物栄養専攻 45→55
    - 生活福祉専攻 30→20
- 2019年
  - 4月1日 生活科学科における以下の課程については、この年度で学生募集を最終とする[注 22]
    - 生活福祉専攻[注 23]
- 2021年
  - 第6代学長　小林健雄就任（第4代理事長兼任）。
- 2022年
  - 第7代学長　小林経明就任
- 2023年
  - 4月1日
    - 学校法人長野家政学園が学校法人聖啓学園と合併し学校法人長聖となる[62]。
    - 生活科学科食物栄養専攻を食物栄養学科へ改組[62]。
- 2024年
  - 4月1日
    - 以下の学科を増設する。
      - 幼児教育学科 入学定員50名[63]

    - 男女共学化により長野短期大学に改称。

## 基礎データ

### 所在地
- 長野県長野市三輪9-11-29

### 交通アクセス
- JR長野駅―長野電鉄長野線本郷駅下車、徒歩約５分。
- JR長野駅―長野電鉄バス（吉村・牟礼線）-本郷駅バス停下車、徒歩約５分。
- JR長野駅―長野電鉄バス（吉村・牟礼線）－宇木南バス停下車、徒歩約２分。
- JR長野駅―長野電鉄バス（東長野病院線・浅川西条線・柳原線（三才経由）―下宇木バス停下車、徒歩約９分。

### 象徴
- 学章は梅の花をモチーフしたものとなっている。
- 学章の由来は、梅花の持つふくいくたる豊かな人間性。寒気を凌ぎ、苦難に耐え抜く凛冽なる節操。清く楚々として咲く姿と時流の濁りにそまらぬ強さ。その象徴として、かくあれかしと祈念をこめて定められたものである[注 24]。

## 教育および研究

### 組織

#### 学科
- 生活科学科
  - 食物栄養専攻→食物栄養学科 入学定員55名
- 幼児教育学科 入学定員50名

かつての学科
生活科学科
- 生活科学専攻 入学定員65名[注 25]
- 児童福祉専攻 入学定員25名[注 26]
- 生活福祉専攻 入学定員20名[注 27]
- 家政科→家政学科→生活科学科
  - 家政専攻→生活科学専攻
  - 被服専攻 入学定員50名[注 28]

#### 取得資格について
- 専攻ごとに以下の資格が取得できる。
  - 栄養士：食物栄養専攻
  - フードスペシャリスト：食物栄養専攻
  - 健康管理士一般指導員：食物栄養専攻
  - ベーシックきのこマイスター：食物栄養専攻
  - 介護福祉士：旧・生活福祉専攻
- ほか、詳細はホームページを参照。

## 学生生活

### 部活動・クラブ活動・サークル活動
- 長野短期大学のクラブ活動一覧（一部紹介）
  - 体育系：バレーボール・卓球・バスケットボール・バドミントンほか
  - 文化系：茶道・華道・書道・合唱・健康増進・調理・手芸・琴・ボランティア・ボードゲームほか

### 大学祭
- 長野短期大学の大学祭は「しらうめ祭」と呼ばれ毎年概ね、10月に開催されている。併設の長野女子高等学校の文化祭は「白梅祭（はくばいさい）」という名称となっている。

## 大学関係者と組織

### 大学関係者一覧
- 小林倭文：初代学長 兼 学校法人長野家政学園 初代理事長[注釈 1]

## 施設

### キャンパス
- ピアノ練習室
- 大講義室
- 図書館：所蔵数はおよそ40,000冊となっている。
- 講堂
- 学生食堂
- 理化学実験室
- 給食実習室
- 学生ホール
- 学生ラウンジ
- 学園創始者レリーフほか

### 系列校
- 長野女子高等学校

## 卒業後の進路について

### 就職について
- 食物栄養学科
  - 食物栄養専攻：資格を活かした職としては給食業者、食品関連会社、保育園・病院などの福祉や医療施設の専門職ほか、地域金融機関などがある。
  - 生活福祉専攻：資格を活かした職として、医療機関や各種老人福祉施設や老人保健施設などがある。（2021年度末廃止）